# 685
Раннє Середньовіччя. Триває чума Юстиніана. У Східній Римській імперії завершилося правління Костянтина IV, почалося правління Юстиніана II. Більшу частину території Італії займає Лангобардське королівство, деякі області належать Візантії. Франкське королівство розділене між правителями з династії Меровінгів. Іберію займає Вестготське королівство. В Англії триває період гептархії. Авари та слов'яни утвердилися на Балканах. Центр Аварського каганату лежить у Паннонії. Існують слов'янські держави: Карантанія та Перше Болгарське царство.
Омеядський халіфат займає Аравійський півострів, Сирія, Палестина, Персія, Єгипет, частина Північної Африки. У Китаї правління продовжується династії Тан. Індія роздроблена. В Японії триває період Ямато. Хазарський каганат підпорядкував собі кочові народи на великій степовій території між Азовським морем та Аралом. Відновився Тюркський каганат.
На території лісостепової України в VII столітті виділяють пеньківську й празьку археологічні культури. У VII столітті продовжилося швидке розселення слов'ян. У Північному Причорномор'ї співіснують різні кочові племена, зокрема булгари, хозари, алани, авари, тюрки.

## Події
- Після смерті Костянтина IV василевсом Візантійської імперії став його син Юстиніан II.
- Булгари перемогли аварів у Сремі.
- Абд аль-Малік ібн Марван очолив Омеядський халіфат.
- Розпочався бунт хариджитів-азракітів, що тривав до 699 року.
- Шиїти Куфи проголосили халіфом Аль-Мухтара.
- Розпочався понтифікат Івана V.
- Битва при Нехтансмере. Перемога піктів. Нортумбрійська гегемонія над Північною Британією почала розпадатися